# Susan Walters
Susan Walters, född 28 september 1963 i Atlanta, är en amerikansk skådespelerska. Hon har bland annat synts i rollen som Diane Jenkins i TV-serien Makt och begär och som Carol Lockwood i TV-serien The Vampire Diaries.